# Killarney National Park SPA
Killarney National Park SPA este o arie protejată (arie de protecție specială avifaunistică — SPA) din Irlanda întinsă pe o suprafață de 10.328,14 ha, integral pe uscat.

## Localizare
Centrul sitului Killarney National Park SPA este situat la coordonatele 52°00′06″N 9°33′18″W / 52.001627°N 9.554889°V.

## Înființare
Situl Killarney National Park SPA a fost declarat arie de protecție specială avifaunistică în februarie 1995 pentru a proteja 15 specii de animale.

## Biodiversitate
Situată în ecoregiunea atlantică, aria protejată nu include niciun habitat protejat.
La baza desemnării sitului se află mai multe specii protejate de  păsări (15): rață pitică (Anas crecca), rață mare (Anas platyrhynchos), Anser albifrons flavirostris, rață-cu-cap-castaniu (Aythya ferina), rața moțată (Aythya fuligula), Bucephala clangula, șoim de iarnă (Falco columbarius), șoim călător (Falco peregrinus), lișiță (Fulica atra), pescăruș râzător (Larus ridibundus), cormoran mare (Phalacrocorax carbo), codroșul de pădure (Phoenicurus phoenicurus), pitulice sfârâitoare (Phylloscopus sibilatrix), silvie de zăvoi (Sylvia borin), mierlă gulerată (Turdus torquatus).
Pe lângă speciile protejate, pe teritoriul sitului au mai fost identificate 3 specii de păsări, 8 specii de mamifere, 1 specie de pești.